# Antonius van Paduakerk (Ulft)
De Antonius van Paduakerk, ook wel de Antoniuskerk, was een rooms-katholieke kerk in de Nederlandse plaats Ulft. De neoromaanse kerk is gebouwd in 1914 naar ontwerp van Herman Kroes. Op 28 oktober 1914 werd de kerk ingewijd door aartsbisschop van Utrecht Henricus van de Wetering en kreeg Antonius van Padua als patroonheilige. Bij de inwijding werd een relikwieënschrijn geplaatst. De kerk was gelegen ten noorden van Ulft, ter hoogte van de voetbrug over de Oude IJssel naar Silvolde. Tegenwoordig ligt de kerk binnen de kern.
De voorzijde van de kerk heeft een dubbeltorenfront met centraal de westzijde van het schip. Boven de entree is binnen de timpaan een reliëf geplaatst met de titel Het toespreken van de vissen. Erboven is in de gevel een groot roosvenster verwerkt. Beide kerktorens bestaan uit twee geledingen met bovenin een kerkklok. De torens worden bekroond met een kleine vierhoekige torenspits. De kerk is opgezet als kruiskerk met een schip bestaande uit drie beuken, waarbij de zijbeuken een lagere hoogte hebben. In de achtergevel zijn glas in loodramen verwerkt. Het orgel in de kerk is van de firma Valckx & v. Kouteren.
De kerk is in 2001 samen met de naastgelegen pastorie aangewezen als rijksmonument. In 2016 is de kerk aan de eredienst onttrokken en verkocht. Voor de kerk staat het Heilig Hartbeeld, gemaakt door Leo Jungblut. 

## Afbeeldingen

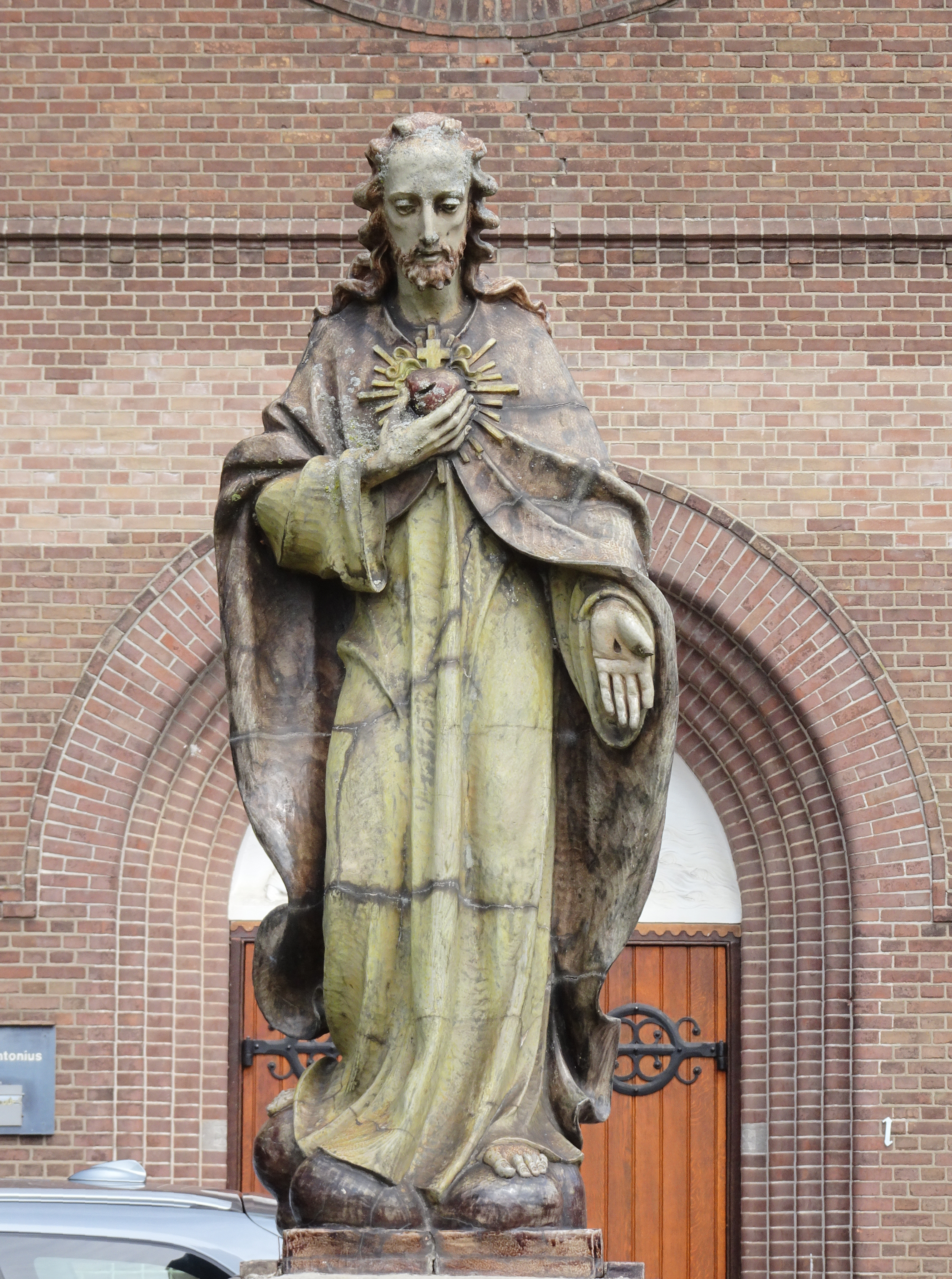
Heilig Hartbeeld
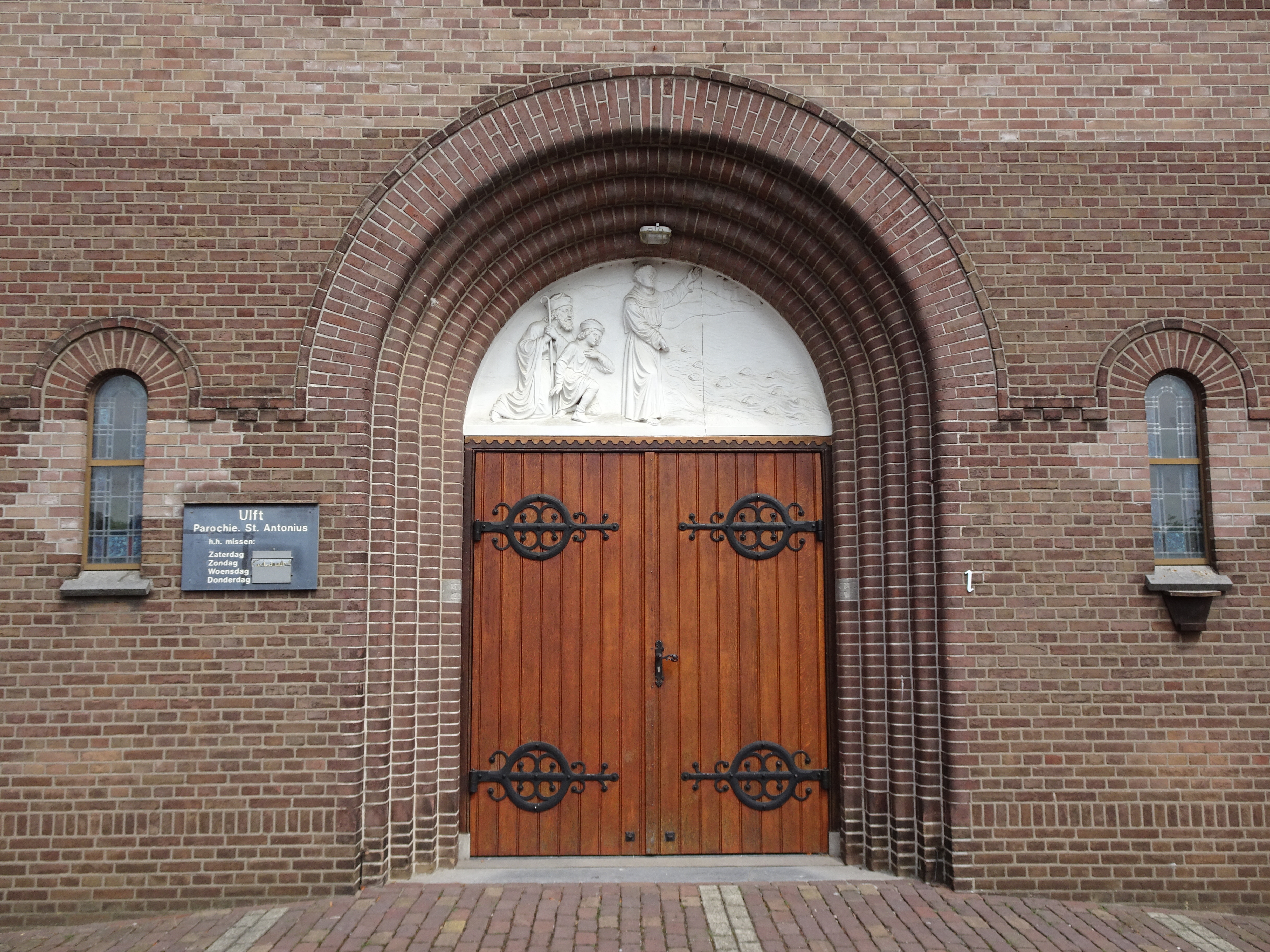
Hoofdportaal
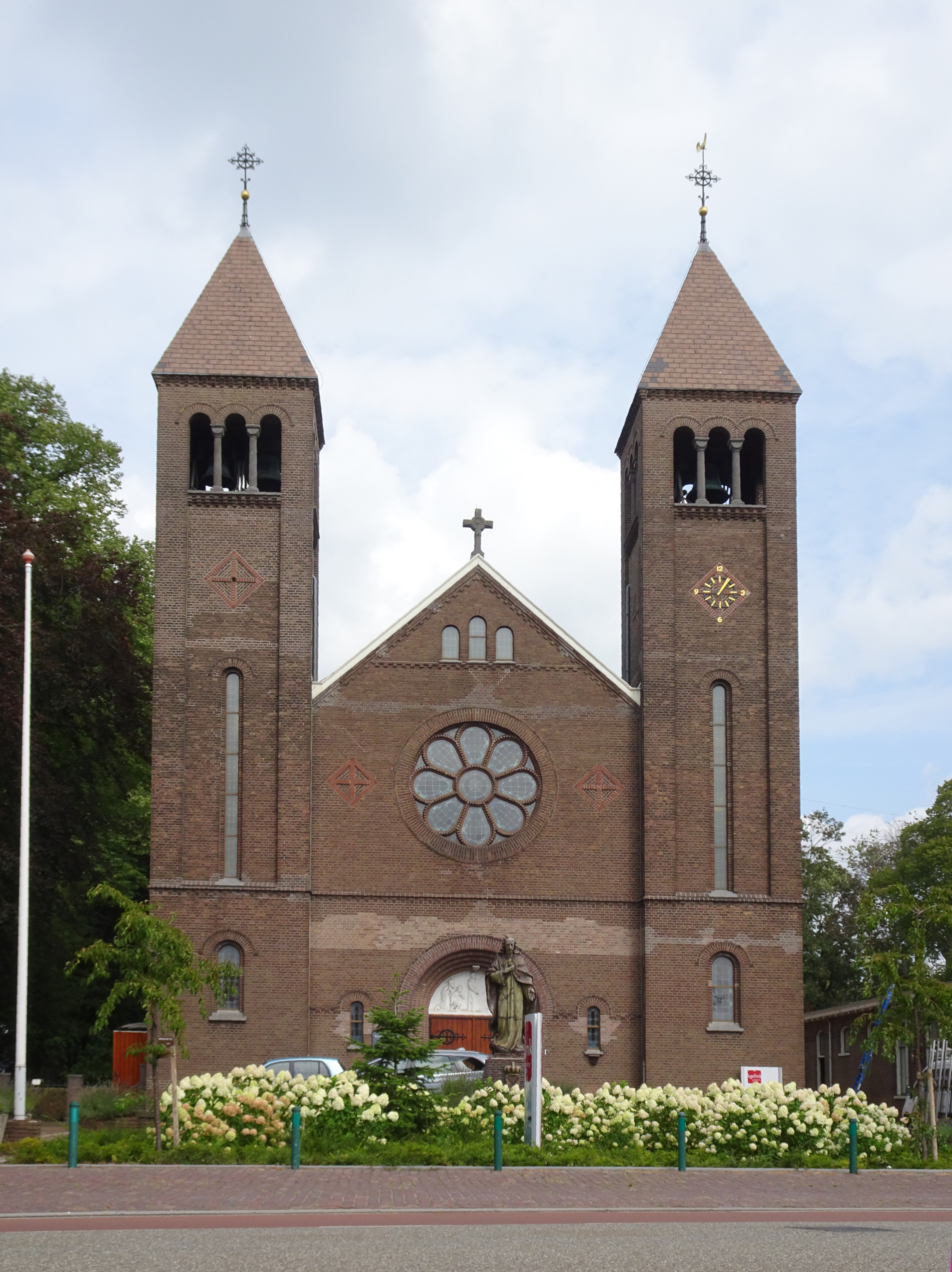
Antonius van Paduakerk
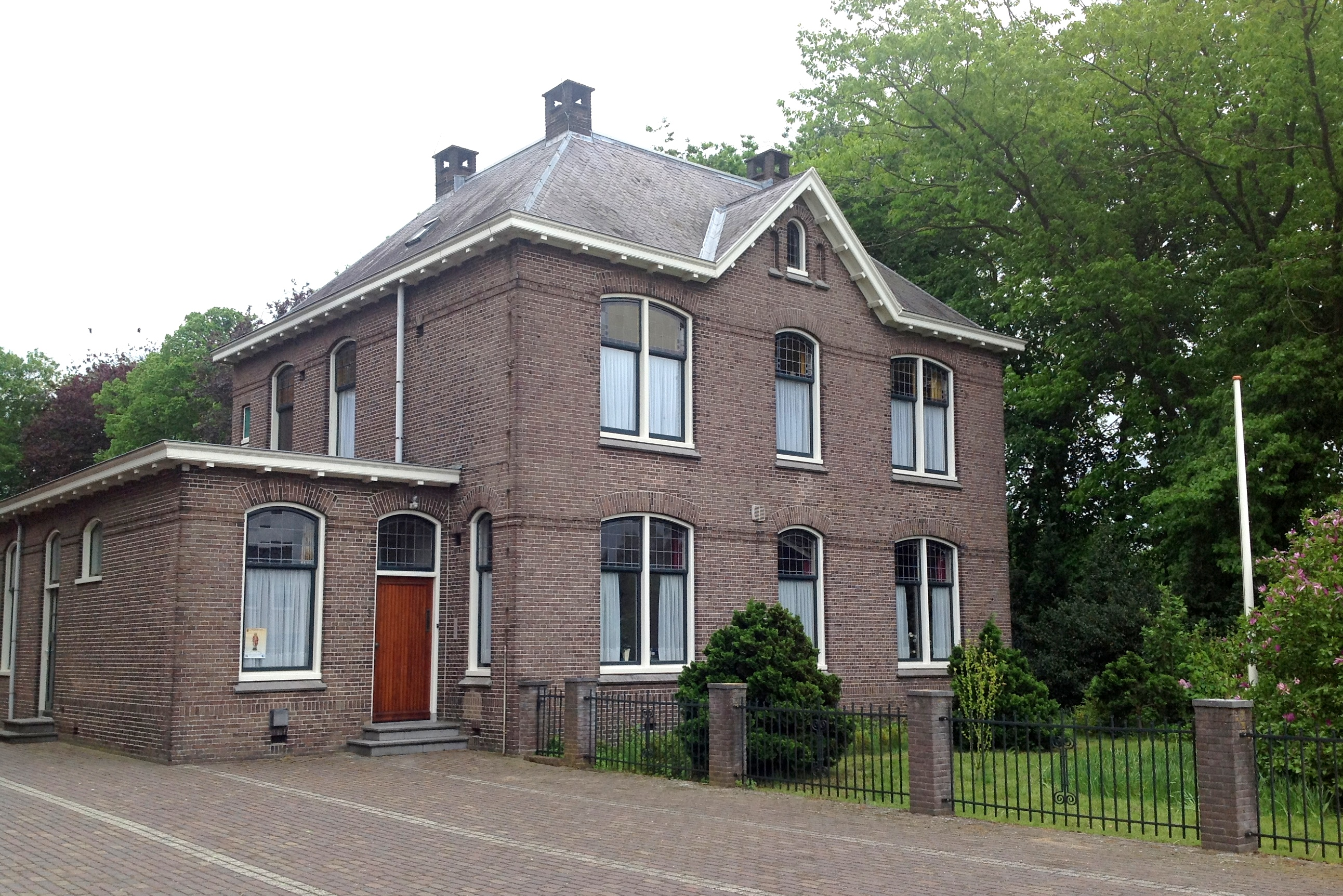
Naastgelegen pastorie